# 文字獄

文字狱，是中國專制統治者對文人的一種政治迫害，《漢語大詞典》定義為「舊時謂統治者為迫害知識份子，故意從其著作中摘取字句，羅織成罪」，較大規模的文字獄甚至可以牽連千、萬人受害。清人龚自珍诗云：“避席畏闻文字狱，著书只为稻粱谋。”杨凤城等認為文字狱是“文化现象”。
《中國大百科全書》則定義為「明清時因文字犯禁或藉文字羅織罪名清除異己而設置的刑獄。」

## 宋朝以前
現時可知最早的文字獄，应该是春秋時期，公元前548年齐国太史兄弟秉笔直书“崔杼弑其君”，而相继被权臣崔杼杀害的事件。《左傳·襄公二十五年》记载“大史书曰：‘崔杼弑其君。’崔子杀之，其弟嗣书而死者二人，其弟又书，乃舍之。南史氏闻大史尽死，持简以往，闻既书矣，乃还。”
《汉书》上说，西漢時，司马迁的外孙杨恽因《报孙会宗书》令“宣帝见而恶之”而以大逆不道的罪名判处杨恽腰斩。
三國時期，魏末嵇康因写作的《与山巨源绝交书》令司马昭“闻而恶之”而被斩于东市。
唐末，錢鏐（五代時稱吳越王）為節度使時，有人向他獻上一首詩，詩中有「一條江水檻前流」的句子。「前流」與「錢鏐」同音，錢鏐認為獻詩人有意諷刺，就將獻詩人暗中殺害。

## 宋朝
宋朝對文人亦有一定的思想控制，南宋人洪迈在《容斋续笔》卷2中专门写了一则《唐诗无讳避》的笔记。他罗列杜甫《三吏》《三别》以及白居易《长恨歌》等等事例，结合北宋文字狱以来文人的恐惧心态，得出这样的结论：“唐人歌诗，其于先世及当时事，直辞咏寄，略无避隐。至宫禁嬖昵，非外间所应知者，皆反复其言，而上之人亦不以为罪。……今之诗人不敢尔也。”

### 进奏院案
宋仁宗庆历四年（1044年），范仲淹等改革派发起“新政”，遭到保守派枢密使章得象、台谏官王拱辰、张方平等人的反对。王拱辰等抓住改革派同僚诸人参加进奏院祀神宴会，當中王益柔作《傲歌》为把柄，陷害新政官僚，罗织“进奏院案”。原来，王益柔在宴会上所作《傲歌》一首，有“醉卧北极遣帝扶，周公孔子驱为奴”一句，原系狂放戏言。政敌陷以“谤讪周、孔”大不敬罪名，罗织成狱。案成后，苏舜钦、王益柔等12人遭贬黜。次年，新政领袖杜衍、范仲淹、富弼、韩琦、欧阳修相继遭贬，新政以失败告终。虽说庆历新政并不仅仅由于“进奏院案”而挫败，但罗织文字狱来打击政敌的做法由此而成为政治斗争的手段之一，无疑造成了非常恶劣的后果，直接启发了后来一系列的政治陷害性质的文字案件。

### 王安石《淮南杂说》案
宋神宗熙宁四年（1071年），御史中丞杨绘搜罗王安石《淮南杂说》中的只言片语，加以曲解，妄图罗织王安石罪名。其奏疏云：“今王安石于君尊臣卑，重熙累盛之朝，而显然再三丁宁于伊尹放君，周公用天子礼乐之事，臣愿陛下详其文而防其志。”当时，王安石变法遭到保守派的激烈抵制。保守派中人杨绘素与王安石有隙，当年四月甫任御史中丞后，即开始对王安石变法展开攻击，进而又欲罗织文字以攻陷王安石。但王安石得到神宗的充分信任，立即对杨绘的诬告进行了反击，王安石上言：“杨绘不宜在言职。”且曰：“臣事陛下即有罪，大臣、近臣理无肯蔽覆者，不必得一杨绘乃察臣所为。但如绘者使在言路，四方宣力奉法之臣，更疑畏沮坏，政令何由成？”結果杨绘被贬知郑州。

### 乌台诗案
宋神宗元豐二年（1079年），北宋大诗人，大词人苏轼就曾因为所作的诗中，被指“包藏祸心，诽谤谩骂”，得罪当权者，被捕入狱将近五个月，罪名是包藏祸心、谤讪时政。主要的根据是《山村五绝》《八月十五日看潮》《和陈述古冬日牡丹》等几首诗。史称“乌台诗案”。

### 车盖亭诗案
宋神宗元丰八年（1085年），神宗病逝，哲宗即位，高太后听政，起用反对王安石变法的司马光等执政，改元元祐，是为“更化”。元初，元丰故相蔡确被贬到陈州、亳州、安州等地。蔡确在安州作《夏日登车盖亭》绝句10首，被知汉阳军吴处厚和台谏吴安诗、张焘、王岩叟、范祖禹、刘安世、梁焘等人抓到把柄，轮番告讦其诗作语涉谤讪，讥讽太后，铸成狱案。蔡确“责英州别驾，新州安置；宰相范纯仁、左丞王存坐帘前出语救确，御史李常、盛陶、翟恩、赵挺之、王彭年坐不举劾，中书舍人彭汝砺坐封还词命，皆罢去。”
原来，蔡确早年和吴处厚相识，曾从处厚学赋，有师生之谊。蔡确后来位极宰辅，吴处厚欲以故交攀附，遭蔡确拒绝，并屡次排挤，吴因此对蔡确心怀嫉恨，伺机报复。“会得确《车盖亭诗》引郝甑山事，乃笺释上之，云：郝处俊封甑山公，会高宗欲逊位武后，处俊谏止；今乃以比太皇太后，且用沧海杨尘事，此盖时运之大变，尤非佳语，讥谤切害，非所宜言。”“内五篇皆涉讥讪，而二篇讥讪尤甚。上及君亲，非所宜言，实大不恭。”
吴处厚上奏后，台谏中的元党人立即群起而进攻蔡确。“左司谏吴安诗上疏论确讥讪”，“左谏议大夫梁焘、右正言刘安世各已两上疏”。梁焘言：“臣风闻吴处厚缴进蔡确诗十首，其间怨望之语，臣子所不忍闻者。”又言：“臣近以蔡确怨望，见于诗章，包藏祸心，合党诞妄，上欲离间两宫，下欲破灭忠义，清议沸腾，中外骇惧，以为确不道不敬，罪状明白。”刘安世言：“伏见吴处厚缴进蔡确知安州所制《车盖亭诗》十篇，多涉讥讪，而二篇尤甚，非所宜言，犯大不敬者。”在台谏的反复弹劾下，此案终于锻炼成狱，蔡确后来也死于岭南贬所。

### 刘挚书信案
宋哲宗元祐六年（1091年）十月，右相刘挚遭台谏弹劾与邢恕书信往还、接见章惇子弟事，贬知郓州。邢恕素与新党领袖蔡确相善，与邢恕交往，正是刘挚获罪的首要罪状。但这起文字案背后隐藏着元旧党内部吕大防、刘挚争权夺利的斗争。旧党兴治车盖亭诗案，大肆迫害新党之后，刘挚欲打击旧党内部吕大防、苏辙，“以防后患”，遂引用杨畏作打手。但杨畏乃是见风使舵之徒，为迎合吕大防，转而和死党郑雍一起攻击刘挚。所以，“雍之攻挚，人以为附左相吕大防也”。刘挚书信案未发之前，郑雍、杨畏已多次以庇佑章亲属，纠结朋党，接见章惇子弟等事弹劾刘挚。刘书信被茹东济献给郑、杨后“（二人）得此大喜，乃解释简语并奏之”。因此高太后认为刘挚的行为背叛了元更化之政，遂“怒，面责挚反复”，将其赶出中书。

### 常安民书信案
宋哲宗绍圣年间（1094至1098年），新党重新上台，打压元祐黨不遗余力，常安民书信案即是一例。常安民政治上倾向于元祐黨，与新党大异其趣。《宋史》本传载安民“妻孙氏，与蔡确之妻兄弟也。确时为相，安民恶其人，绝不相闻。确夫人使招其妻，亦不往”。（元祐初）“元丰用事之臣虽去朝廷，然其党分布中外，起私说以摇时政，安民窃忧之”。（绍圣初）“拜监察御史，论章颛国植党，乞收主柄，而抑其相反复曲折言之，不置。遣所亲信语之曰：‘君本以文学闻于时，奈何以言语自任，与人为怨，少安静，当以左右相处。’安民正色斥之曰：‘尔乃为时相游说耶？’益怒”。常安民元间致吕公著书是遭章、曾布打压的主要借口，其书云：“去小人不为难，而胜小人为难。陈蕃、窦武协心同力，选用名贤，天下相望太平，然卒死曹节之手，遂成党锢之祸。”常安民引陈蕃、窦武故事比之元辅臣，并无意比哲宗为汉灵；章、曾布进谗陷害，激怒哲宗，进而“径拟（安民）监滁州酒税”，将其赶出台谏。后来“徽宗立，朝论欲起（安民）为谏官，曾布沮之”，“蔡京用事，入党籍，流落二十年”，连续遭打压。

### 黄庭坚碑文案
宋徽宗崇宁二年（1103年），贬官中的黄庭坚为荆南承天院撰碑文，湖北转运判官陈举弹劾碑文语涉谤讪，导致黄庭坚遭到除名勒停的严重处分。黄庭坚反对熙宁变法，政治上属于元党，这又是一例党争迫害的文字狱。“承天寺僧为先生（庭坚）乞塔记，文成书碑，……（陈）举知先生昔在河北与赵挺之有怨，挺之执政，遂以墨本上之，谓幸灾谤国。除名勒停，羁管宜州。”

### 陈瓘《尊尧集》案
宋徽宗政和元年（1111年）九月，元祐党人陈因不满绍圣《神宗实录》的史笔而作《尊尧集》，因此罹祸。史云："尝著《尊尧集》，谓绍圣史官专据王安石《日录》改修神宗史，变乱是非，不可传信，深明诬妄，以正君臣之义。张商英为相，取其书，既上而商英罢，又徙台州。"
原来《神宗实录》曾经5次撰修，后4次改修都为政治纷争使然，对王安石及其变法的政治评价是历次改修的焦点。〔12〕元元年诏修《神宗实录》，凡300卷。绍圣初，新党甫一上台，就提出对元《实录》重修，并对元《实录》的撰修人员下狱勘治，撰修者吕大防、赵彦若、范祖禹、黄庭坚、曾肇、林希、陆佃等皆坐贬官。
陈瓘遭到打击，除党争、政争因素外，还掺杂有公报私怨的成分。参与治理陈瓘者有蔡京，“未第时，以书谒陈，称其谏疏似陆贽，刚方似狄仁杰，明道似韩愈，及对策，所持论顿异，遂欲害以绝口。因其子正汇告蔡京不轨，执送京师，薿复入为给事中，又与宰相何执中谋，使石治瓘。”

## 金朝
翰林学士張鈞是金国有史可查的第一個文字獄受害者，因為一場天災為金熙宗起草「深自贬损」的詔書，被萧肄誣陷而被劈開嘴巴剁成肉醬。《金史·熙宗本纪》：『四月壬申夜，大风雨，雷电震坏寝殿鸱尾，有火入上寝，烧帏幔，帝趋别殿避之。丁丑，有龙斗于利州榆林河水上。大风坏民居、官舍，瓦木人畜皆飘扬十数里，死伤者数百人。五月戊子，以四月壬申、丁丑天变，肆赦。命翰林学士張鈞草诏，参知政事萧肄擿其语以为诽谤，上怒，杀（張）鈞。』《金史·佞幸列传》：『萧肄，本奚人，有宠于熙宗，复谄事悼后，累官参知政事。皇统九年四月壬申夜，大风雨，雷电震坏寝殿鸱尾，有火自外入，烧内寝帏幔。帝徙别殿避之，欲下诏罪己。翰林学士張鈞视草。（張）鈞意欲奉答天戒，当深自贬损，其文有曰：「惟德弗类，上干天威」及「顾兹寡昧眇予小子」等语。肄译奏曰：「弗类是大无道，寡者孤独无亲，昧则于人事弗晓，眇则目无所见，小子婴孩之称，此汉人托文字以詈主上也。」帝大怒，命卫士拽（張）鈞下殿，榜之数百，不死。以手剑剺其口而醢之。赐肄通天犀带。』

## 明朝
明成祖靖難登位，大殺忠於明惠帝的大臣，禁止這些大臣的著作流通，又懼群臣百姓疑其得國不正，焚燒被其認為有諷刺之意的書籍、戲曲劇本。明世宗時為明朝文字獄第二個高峰期，明世宗經常因詩句中有諷刺之意而杖打或囚禁大臣。明中後期奸臣當道，黨爭激烈，敵對大臣會找出政敵的文章詩句中有可疑之處彈劾對方，而往往皇帝亦同意這些是諷刺當朝的作品。
如祝允明写《野记》称文人高启因写作了《上梁文》与苏州知府魏观同案处斩。
赵翼在《廿二史札记·明初文字之祸》中摘引《闲中今古录》称：“杭州教授徐一夔贺表，有‘光天之下，天生圣人，为世作则’等语。帝览之大怒曰：‘生’者、‘僧’也，以我尝为僧也。‘光，则薙发也，‘则’字音近‘贼’也。遂斩之。礼臣大惧，因请降表式。帝乃自为文播下。”但事實上，徐一夔於建文二年尚在。
尉氏县教谕许元为本府作《万寿賀表》，内有「体乾法坤，藻饰太平」八字，「法坤」被读为「髮髡」（即光頭），「藻飾太平」当作「早失太平」，作笺者也被处死。

### 陳養吾案
僉事陳養吾作詩曰：「城南有嫠婦，夜夜哭征夫。」太祖知之。以為傷時，取到湖廣，投之於水。

### 高麗使者進表案
明太祖即位之後，李成桂篡王氏高麗自立為朝鮮後，向明朝進貢，奉上文書中，太祖認為有冒犯，處罰使者，要其供出作者，使者供稱姓鄭名某，明太祖將所貢金鞍方物發還，要求朝鮮交出鄭某，及送至京師，太祖下令將其發配雲南。並一度禁止朝鮮人前來明朝，及明朝客商前往朝鮮。

### 朱季友獻書案
明成祖永樂二年（1404年），江西饒州府民朱季友向皇帝進獻書籍，明成祖以內容專詆周、程、張、朱之學，「詞理謬妄，謗毀聖賢」，下令杖之一百，焚毀所有藏書，亦不得教學。

### 《剪燈新話》案
明英宗正統七年（1442年），明英宗從國子祭酒李時勉之議，下令查禁國子助教瞿佑整理、編訂的內含大量違背封建禮教故事的民間小說集《剪燈新話》。

### 張楷案
明英宗正統十四年（1449年），都御史張楷除夕作詩：“斯民何苦際斯時”“四山峰火照人紅”“亂離何處覽屠蘇”等，流傳京城，人多傳誦，禮科給事中王詔上書彈劾，張楷坐罪免職。

### 順天府試題案
明代宗景泰七年（1456年），太常寺少卿兼翰林侍讀劉儼、左春坊左中允兼翰林編修黃諫，主持順天府試，因出題犯宣宗諱，被彈劾，明代宗景泰皇帝諭令將兩人下錦衣衛獄治罪。

### 富春謠案
明武宗正德九年（1514年），浙江按察司僉事韓邦奇作民歌《富春謠》一詩，諷刺宦官王堂等至浙江，強征富春江的魚產、富陽一帶的茶葉。王堂指控韓邦奇作歌怨謗。明武宗怒甚，下詔入獄，朝臣上書營救，最後被革職。

### 吳廷舉案
明世宗嘉靖四年（1525年），應天巡撫右都御史吳廷舉南京工部尚書，引白居易詩云：「月俸百千官二品，朝廷雇我作閒人」又引張詠詩云：「幸得太平無一事，江南閒煞老尚書」又用嗚呼字眼，被皇帝認為有嘲謔意思，勒令退休。

### 應天府試案
明世宗嘉靖十六年（1537年），應天府鄉試，嘉靖帝因所呈鄉試錄中考官批語沒有填書名，而又以國家祭祀和征戰之事為題，考生答卷中多有譏諷，命錦衣衛將考官江汝璧、歐陽衢逮捕，提調府尹孫懋、府丞楊麒等人交由南京法司追究，所取錄的考生不得參加會試。江汝璧最後被貶為福建市舶提舉司副提舉、歐陽衢貶為廣東南雄府通判。

### 山東鄉試案
明世宗嘉靖二十二年（1543年），巡按山東監察御史葉經主持山東鄉試，用《論語》出題：「無為而治者，其舜也與！夫何為哉，恭己正南面而已矣！」有一名考生答曰：「繼體之君未嘗無可承之法；但德非至聖，未免作聰明以亂舊章。」嘉靖帝以為是譏諷他的話，結果試官與考生都受廷杖而死。

### 迎駕詩案
明世宗嘉靖二十九年（1550年），河南巡撫都御史胡纘宗迎駕詩中有「穆天八駿空飛電，湘行英皇淚不磨」，被明世宗認為詛咒當朝，被革職，杖四十。

### 萬壽字案
明世宗嘉靖三十三年（1554年），詔捕六科給事中張思靜等人各杖四十，原因是元旦賀表中萬壽字未抬。

### 李默案
明世宗嘉靖三十五年（1556年），李默為吏部尚書，堅決抵制嚴嵩一夥推薦的官吏，並告戒部屬不與嚴嵩一夥交往。時工部侍郎趙文華企圖充任大司馬，求李默引薦被拒絕。於是，趙文華勾結嚴嵩，趁機同李默議論“選人策”（選人咸登資簿，厘其流品，平其銓注，而序遷之）。因李默發言有“漢武征西域而海內虛耗，唐憲复淮蔡而晚業不終”等語。嚴嵩等抓住這句話，誣奏他有意誹謗朝廷以及用人不當等罪名，皇帝聽信讒言，怒撤李默官職，定罪入獄。嘉靖三十五年（1556年）死於獄中。

### 《皇明通紀》案
明穆宗隆慶五年（1571年），明穆宗從五科給事中李貴和之議，以「臧否時賢，熒惑眾聽」為由下令查禁嘉靖年間廣東人陳建(當時已故)所私修的編年體明代史書《皇明通紀》。

### 高啓愚命題案
明神宗萬曆七年（1579年），禮部侍郎高啟愚主持南京考試，出題當中有一題為「舜亦以命禹」（《論語.堯曰》），時張居正當政。張居正死後，萬曆十二年（1584年）被告發指其所出試題暗勸張居正受禪做皇帝，啟愚被削職為民。

### 李贄案
明神宗萬曆年間（1573年至1620年），思想家李贄發表著作《焚書》等批評儒家思想。萬曆三十年（1602年），都察院左都御史溫純及都察院禮科給事中張德允，上疏奏劾李贄，明神宗見疏即下詔，以「敢倡亂道，惑世誣民」之罪，逮捕李贄下獄，著作被通令燒毀。李贄被逼在獄中割喉自殺而死。

### 詩扇案
明熹宗天啟五年（1625年），揚州知府劉鐸不滿魏忠賢，作詩於扇上贈寺僧，上有“陰霾國事非”字樣，被魏忠賢告發，審問時拷掠無完膚，斬棄市。

## 清朝
近人柳诒徵稱“前代文人受祸之烈，殆未有若清代者。故雍乾以来，志节之士，荡然无存。……稍一不慎，祸且不测。”。顺治四年（1647年），发生清朝第一起文字狱“函可案”。一位法号函可的和尚因藏有“逆书”《变记》而被逮捕，后来流放到沈阳。顺治五年（1648年）毛重倬等坊刻制艺案。除此之外，顺治十八年（1661年）还发生了“明史案”，于两年后结案。據鄧之誠《中華二千年史》卷五《清代文字獄簡表》不完全統計，清代文字獄數字，清世祖順治朝6起，清聖祖康熙朝約10起，清世宗雍正朝20幾起，清高宗乾隆朝130多起，清仁宗嘉慶朝1起，清德宗光緒朝1起。
据统计，清代禁书无论是在数量上还是次数上，都远多于明代，也远超于中国古代以往的任何朝代。其中，违碍书籍的数量是明代的约29.2倍，科举时文是明代的约27.2倍，剧本小说是明代的10.2倍，妖书是明代的约8倍，禁书总数为明代的约12.6倍。明代的统治时间为278年，清朝自天聪年间开始禁书，到道光年间，共224年，比明代还要少50多年，而其禁书的数量却比明代多了不止十倍。虽然这只是一个概数，但却能很直观地反映出明清两朝在禁书数量上的巨大差距。

### 明史案
浙江乌程（今吴兴）盲人莊廷鑨，想学习历史上同为盲人的左丘明，著写一部史书。但又愧於自己所知不多，便去买得邻居明大学士朱国桢的明史遗稿，延揽江南一带有志于纂修明史的才子加以编辑。书中仍奉尊明朝年号，不承认清朝的正统，还提到了明末建州女真的事，并增补明末崇祯一朝事，全都是清朝所忌讳的。该书定名为《明书》，作为自己的著作。书编成后，莊廷鑨死，其父莊允城为之刊行。不料有小人吴之荣敲诈不成，反去告发，事情越闹越大，最后惊动朝廷中的辅政大臣鳌拜等人。当时康熙年幼尚未亲政，鳌拜下令逮捕并严厉处置涉案的相关人士。莊允城被逮捕上京，后来死于狱中，莊廷鑨被掘墓开棺焚骨。1663年凡作序者、校阅者及刻书、卖书、藏书者均被处死。先后因此狱牵连被杀者共七十余人，被充军边疆者达几百人。
清聖祖康熙帝自14岁亲政后发生过一宗文字狱案件，即康熙末年的“南山集案”。

### 南山集案
方孝标曾到云南入吴三桂幕府為官，后来及早投降清朝免死，著有《滇黔纪闻》等书。戴南山见其书，在所著《南山集》中加以引用，结果被仇家御史趙申喬告发认为其著作中有“大逆”语。其实著作中并无真正詆毁清朝的“大逆”之语，只是方书说到南明永曆政权未可称为伪朝，戴书提到南明弘光帝及其年号，犯了清朝的大忌。结果此案也波及数百人，刑部原定将戴名世斩首，处死家族中十六岁以上男子，而将女眷等没收为奴婢。不过后来康熙下令只杀戴南山一人，其余原定处死的百余人改为流放宁古塔。
雍正年間，较著名的文字狱案件如“查嗣庭试题案”“吕留良案”和徐骏案。

### 查嗣庭试题案
清世宗雍正四年（1726年）发生了文字狱史上流传最广泛的大案“查嗣庭试题案”。礼部侍郎查嗣庭到江南某省主持科考，试题中先有「正」，後有「止」字，後又有人查出查嗣庭的文集《维止錄》，有許多「狂妄悖逆」之語，有人說标题“维止”，是「雍正」兩字，少掉上端，意思是要斩首雍正皇帝，雍正大怒，令斩首嗣庭，後嗣庭病死獄中。然而此案被證實為偏離史實的民間傳說，查嗣庭是因為朋黨而獲罪，而且他也從來沒有出過「維民所止」這樣的考題。

### 吕留良案
清世宗雍正六年（1728年），湖南的曾静和张熙两个书生受到，明末清初的思想家吕留良的遺作中“华夷之辨”等观点的影响，到处进行反清活动。后来曾静和张熙策动当时的川陕总督岳钟琪谋反，结果被告发。雍正十年（1733年），雍正帝下令亲自审问曾静等人，不过他认为曾静等为“迂妄之辈”，决定予以赦免，但却将去世几十年的吕留良和其子呂葆中剖棺戮屍，子呂毅中斬立決，孫輩流放寧古塔為奴，其许多亲族、学生及刻书藏书者也受到牵连。同时，雍正帝将曾静等人指责他的十大罪状（谋父、弑兄、屠弟、贪财、好杀、酗酒、淫色、怀疑、株忠、好谀任佞）一一进行了辩解和驳斥，编为《大义觉迷录》，并派大员带领曾静到各地进行宣讲。

### 徐骏案
清世宗雍正八年（1730年），翰林官徐骏因在其詩文裡，寫有「明月有情遠顧我，清風無意不留人」、「清風不識字，何故亂翻書」，清廷以反詩論罪為「譏訕悖亂之言」，被處斬。

### 乾隆时期
清高宗乾隆初年，乾隆帝皇曾一度下诏停止文字狱。乾隆六年（1741年）“谢济世著书案”中，乾隆谕称“朕从不以语言文字罪人”。但自乾隆十六年（1751年）波及全国的“伪孙嘉淦疏稿”事件开始，文字狱开始重现。尤其到乾隆中后期，文字狱达到高峰，而且非常严酷。乾隆年间共发生文字狱案件一百多起，大大超过前朝。知名案件有胡中藻诗案、蔡显案、字贯案、尹嘉铨案、沈德潜反诗案。学者任松如在《四库全书答问》序说：“删改之横，制作之滥，挑剔之刻，播弄之毒，诱惑之巧，搜索之严，焚毁之繁多，为所欲为。诛戮之惨酷，铲毁凿仆之殆遍，摧残文献，皆振古所绝无。虽其工程之大，著录之富，足与长城运河方驾，迄不能偿其罪也。”
乾隆四十六年（1781年）以後，乾隆本人執政逐漸鬆懈，文字獄漸少。乾隆四十七年（1782年）的海富润案即是如此。

### 乾隆時期後
清仁宗嘉慶年間（1796年至1820年）起，除了零星個案外，清朝文字獄結束，此時剛好亦為清朝由盛轉衰之時。
學者李祖陶評價道：“今之文人，一涉笔惟恐触碍于天下国家，……人情望风觇景，畏避太甚。见鳝而以为蛇，遇鼠而以为虎，消刚正之气，长柔媚之风，此于世道人心，实有关系。”宋翔凤亦言：“行事之间，动遭蹇难；议论所及，娄丛谗讥。故人旧友，或相告绝。幸为太平之人，不撄罗网之累。然身心若桎梏，名字若黥劓”。

### 相關人物
- 伪孙嘉淦奏稿案，歷時約一年半之久。
- 汪景祺《西征隨筆》被扣上「譏訕聖祖，大逆不道」的罪名，處死。
- 陸生柟《通鑑論》，以「非議朝政」、「狂肆逆惡」「天下所不容」，處死。
- 乾隆四十三年（1778年），徐述夒著有〈一柱樓〉詩，徐和兒子懷祖戮屍，孫及校對人都處死。
- 馮王孫著《五經簡詠》，因「飛龍大人見，亢悔更何年？」之語，凌遲處死，子坐死，家屬發遣為奴。
- 胡中藻《堅磨生詩抄》案，胡中藻被殺，鄂爾泰之侄鄂昌被賜自盡，鄂爾泰牌位遭連坐從賢良祠撤出。
- 沈大綬刻《碩果錄》、《介壽辭》一書。結果大綬戮屍，子榮英被斬決，兄弟子侄坐斬者九人，家屬發遣為奴。
- 石卓槐著《芥園詩鈔》，因「大道日以沒，誰與相維持」辭句，凌遲處死，家屬發遣為奴。
- 祝庭錚著《續三字經》，以「髮披左，衣冠更。難華夏，遍地僧」等句，開棺戮屍，孫五人坐斬。
- 彭家屏被控私藏明末野史，復因編寫家族族譜時遇廟諱、御名均未缺筆，收監賜獄中自盡。
- 王錫侯著《字貫》，引發字貫案，最後被判斬立決，子孫八人被處斬監候，秋後處決。
- 程明諲的壽文案，因替人寫的壽文有「紹芳聲於湖北，創大業於河南」被判斬立決。

### 中後期
- 蘇報案

## 中華民國
中華民國在北洋政府、國民政府、中國國民黨軍政、訓政及之后退守臺灣時期，被威權主義迫害的知識分子为數众多。在大陸時期，如聞一多等便被國民黨特務所殺害。
在臺灣，出於政府對中共奪台的恐懼，以及進行反攻大陸及配合國民黨意識形態的需要，政府動輒使用《動員戡亂時期臨時條款》、《中華民國刑法第一百條》、《懲治叛亂條例》等，利用文字獄對歌曲、文學作品集出版刊物的查禁更盛。除了在被稱為白色恐怖的戒嚴時期（1949年至1987年）發生的雷震案、與被政府認定為叛亂、「為匪宣傳」、主張台獨等，都會被戒嚴時期主管出版的臺灣警備總司令部（簡稱警總）嚴厲封殺。1950年代初期警總通常針對親共派進行整肅、鎮壓，到1950年代後期起因言獲罪者則以肆意批評國民黨政府者為多。一些匪夷所思的案例如下：
- 東方廣告製作「信東音樂花園」節目中，在蔣中正生日前夕夜間播出電影《吊人樹》主題曲《死亡之歌》，被警總認為對元首不敬。[42]
- 台灣廣告公司於1966年在台視製作《比手畫腳》節目，由觀眾提供題目「一隻從大陸游到台灣的烏龜」，被懷疑暗諷蔣中正。 [42]
- SONY彩色錄影機的報紙廣告標題「鴻毛細語，清晰可錄」被疑為《毛語錄》宣傳。[42]
- 太平洋廣告在國慶日製作「榮冠可樂」半頁報紙第一版慶祝廣告手繪國旗畫面，國旗上青天白日畫13道光芒，遭到調查。[42]
- 大同公司在台北市中山北路牆面廣告橫寫「世界的國貨」，被檢舉反著讀是「禍國的介石」的諧音，因董事長林挺生是國民黨中常委，方逃過一劫。[42]
- 民國五十五年（1966年）10月中旬，童尚經刊登了一篇文章，指10月31日（時任中華民國總統蔣中正生日，同時是被視為「西方鬼節」的西方傳統節日萬聖夜）是「鬼節」，被視為侮蔑總統，成為處死的理由之一[43]。
- 春明書店老闆陳冠英因受《新名詞詞典》牽連而被處死[44]。
- 金庸的武俠小説《射雕英雄傳》中“射雕”一詞被警總指與毛澤東所作的《沁園春》一書中「只識彎弓射大鵰」相關，再加上他曾在香港《大公報》及《新晚報》工作，被視為“附匪作家”，故原作因而被禁。80年代初至解嚴前，出版社更改書名至《大漠英雄傳》，而書中角色之名稱亦有所修改，方能在台合法出版。[45]
- 《中華日報》家庭版刊出翻譯家柏楊（本名郭衣洞）翻譯的美國連環漫畫《大力水手》，因故事内容被指映射諷刺兩蔣之疑遭封殺，柏楊亦因而被判有期徒刑12年，是為大力水手事件。
- 另外，在戒嚴期間，不少國語及臺語歌曲因文字獄而遭查禁，當中以後者遭禁的情況最嚴重。[46] [47]
  - 鄧雨賢的《媽媽我也真勇健》，因歌詞中的「巴那那」來自日語（バナナ，即香蕉）與政府推廣國語禁日語的政策不合，且歌詞有煽動軍人怠惹之意、「阿兵哥不能想媽媽」為由被禁。
  - 姚蘇蓉有三分之一的歌曲，因文字獄之故被禁。
  - 鄧麗君的國語歌曲《何日君再來》，就因為歌名令人聯想到「賀日軍再來」及「何日軍（指共產黨的八路軍或解放軍）再來」被禁。
  - 黃俊雄在1960年代的布袋戲中「雲洲大儒俠史艷文」一戲主角苦海女神龍主題曲《為何命如此》（臺語演唱），被警總指歌詞「江湖味道太重」而遭禁。
  - 歐陽菲菲《熱情沙漠》一歌中，因歌詞中的「啊」太煽情太淫穢被禁。
  - 《今天不回家》一歌中，因「家」被國民黨當局認為是中國大陸，故整首歌被指有反對反攻大陸以及中華民國政府應偏安台灣之意遭禁。
  - 《四季紅》因「紅」暗指紅軍，為匪宣傳之嫌遭禁。
  - 寶島歌王洪一峰的臺語歌曲《山頂的黑狗兄》因歌詞與輕快的樂調與國民黨動員戡亂時期之緊急狀態不合被禁。警總指「在這非常時期，怎麼可以在山上遊手好閒」。
  - 文夏的《媽媽請你也保重》，因歌詞被指令人在軍中「懷憂喪志」、「阿兵哥不能想媽媽」為由遭禁。
  - 郭金發的《賣肉粽》中，首段歌詞「自悲自嘆歹命人」被蔣經國指其有諷刺國民黨政府管制下台灣民生凋敝，太過負面和悲情而遭行政院封禁。他最後將歌名改為《燒肉粽》，首段歌詞改為「想起細漢真活動」，方能重新發行。
  - 《望春風》和張露的《給我一個吻》，因被警總指太煽情露骨、危害善良風俗遭禁。

隨著1987年蔣經國宣佈解嚴及開放政治民主化，1991年動員戡亂時期終止，以及1992年對中華民國刑法第一百條進行修正，這些禁書禁歌均自動重新在台灣社會合法流通，「禁書」、「禁歌」和文字獄自此在台灣成為歷史。

## 中华人民共和国
1949年10月1日，中华人民共和国成立至今，大量知識分子因批評政府被捕，產生大量文字狱。著名涉及政治迫害的文字獄如下：
- 反右运动（逾55萬知識分子慘遭迫害）
- 文化大革命
- 彭、黄、张、周反党集团
  - 彭德怀庐山会议《八万言书》
  - 姚文元《评新编历史剧〈海瑞罢官〉》（吴晗《海瑞罢官》）
  - 彭真等文化革命五人小组《二月提纲》
- 胡风反革命集团案
- 反黨小說《劉志丹》案（习仲勋等）
- “达赖、班禅叛国集团”（第十世班禅额尔德尼《七万言书》）
- 林彪、江青反革命集团案
  - 姚文元“反革命宣传煽动罪”
- 西单民主墙
- 1983年清除精神污染
- 1989年八九民運（鎮壓後包括王丹、刘晓波等被捕入獄）
- 2008年《零八宪章》（刘晓波等被捕入獄）
- 彭水诗案
- 銅鑼灣書店股東及員工失蹤事件
- 中華人民共和國香港特別行政區維護國家安全法

2009年，中共中央推動「和諧社會」政策，並在網際網路上建立了中國國家防火牆、綠壩等國家級網路防護系統，不但屏蔽了許多境外入口網站、社交網站、視頻分享網站，甚至有些對中國官方列為敏感關鍵字的字眼也被屏蔽掉；而受此影響的大陸網民就以同音異字的方法隱晦地表達敏感字眼（譬如「和諧」改成「河蟹」等等，詳情參照中国大陆网络用语列表），並將「河蟹」一詞引申為中國官方過濾不當內容與敏感關鍵字的作法。
2010年6月到7月，大陆各地的警察和秘密警察突然统一发起了禁止非议国务院总理温家宝的大规模的“文字狱”：6月中旬西安关押一笔名“金牌民工”的青年网民，起因是其曾写奸相乱政的历史文章；7月6日北京作家余杰因写作《中国影帝温家宝》一书遭到北京国保传唤并威胁重刑坐牢 ；7月3日福建省泰宁县作家廖祖笙因写作《温家宝有几条腿？》遭泰宁县公安局刑事侦查大队传唤 ；河北上海重庆等各地也出现一些民间人士因为写文章议论温家宝而遭到关押和殴打。海外人士认为可能是因为高层权力斗争加剧，温家宝派系出手导致。之後《中國影帝溫家寶》一書因為被大陸當局列為禁書的關係，故只能在香港出版。甚至因為中國國家防火牆的影響，正常情況下若輸入溫家寶三字會被河蟹掉，故以「影帝」代稱他；之後「影帝」一詞也被引申為總理溫家寶的統稱。
2012年5月1日，南京市书商吴平因为出售《红太阳》、《看守所杂记》、《文革秘闻》等港版关于“文化大革命”历史的禁书，被公安局缉拿，检察院建议“判处有期徒刑5年5个月至6年，并处罚金。”
2017年7月，在诺贝尔和平奖得主刘晓波逝世后，中國微博開始禁止關於可能影射中共中央總書記習近平的『習包子』、『維尼熊』等文字及圖片流傳。

### 毛泽东时代（1949年－1976年）
1. 林昭，在1957年的反右运动中因公开支持北京大学学生张元勋的大字报“是时候了”而被划为右派，后因“攻击无产阶级专政罪、反革命集团罪”[57]于1962年起被关押于上海市提篮桥监狱，在狱中书写了20万字的反对毛泽东的书与日记[58]。 1968年4月29日林昭在狱中当着众多在押人员的面被宣判死刑，同日被中国人民解放军上海市公检法军事管制委员会枪决于上海龙华机场 （张春桥时任南京军区兼上海警备区第一政治委员）。1980年被宣告无罪。
2. 储安平，1957年因响应所谓“引蛇出洞”的“百花齐放、百家争鸣”方针，发表了《向毛主席、周总理提些意见》（即反对“党天下”）一文。 毛泽东对此不满发文反驳，并迅速发起了反右运动。储安平被作为右派典型打倒，其家人和诸多相关人士均受牵连。 1966年9月，文化大革命中储安平遭受残酷迫害而失踪，后被宣布死亡。 1978年后，55万右派被平反改正，但由于邓小平本人当年支持反右，储安平依然是不予改正的中央级“五大右派”之一。
3. 章伯钧，1957年5月21日下午，正患腹泻的章伯钧乘坐吉姆轿车前去参加会议，在车子里构想出了一个“政治设计院”的方案（1957年5月22日《人民日报》），建议实行“两院制”。[59]1957年6月8日成为中国头号资产阶级“右派分子”。1958年1月26日，民盟中央宣布撤消章伯钧民盟中央第一副主席兼组织部长的职务。文化大革命时，因为他的右派身份，其全家皆遭受持续批斗。
4. 罗隆基，1957年5月22日，中共中央统战部举行座谈会。罗隆基在会上发言，建议由全国人民代表大会、中国人民政治协商会议成立一个委员会，检查“三反”、“五反”、“肃反”运动中的失误偏差。而该委员会须由执政党、民主党派和无党派民主人士三方面组成。这就是著名的“成立平反委员会”的主张，它与章伯钧的“政治设计院”，储安平的“党天下”一起被毛泽东称为三大右派政治理论。[60] 1957年6月被划为“右派”。1958年1月26日被撤消民盟中央副主席职务，同月31日被撤消全国人大代表资格与森林工业部部长职务。工资从四级降到九级。
5. 彭文应，时任民盟中央委员、上海市政协常委，提出“学习苏联不一定好，学习美国不一定坏”。彭文应遭批判之初，其病妻邓世琳就受惊吓身亡，次子彭志平在极度苦闷和压抑下服安眠药自杀，被撤销一切职务并取消原工资津贴，生活陷入困境，还拒不认错，1962年因心包炎败血症病逝，终年58岁，临终前曾写致毛万言书建议在全国范围内结束反右斗争，文革时被掘墓抛尸。[59]
6. 陈仁炳，1957年他提出“反对乡原态度，提倡贾谊精神”。当时被任《解放日报》总编辑的张春桥，在其写的题为《陈仁炳的“另外一条道路”是什么？》一文中点名。后来又在毛泽东《打退资产阶级右派的进攻》一文中被点名。1980年代，绝大多数右派分子获得平反，而他是5名中央级未获改正的右派之一，也是5人当中唯一一个活着看到自己没有被平反的人。1990年12月9日，陈仁炳在上海去世，享年81岁。
7. 张志新，在文化大革命中批评毛泽东崇拜。她的监禁生涯从1969年到1975年一共持续了6年，直至被执行死刑。1978年被宣告无罪。[61]
8. 遇罗克，因为撰写《出身论》反对“老子英雄儿好汉，老子反动儿混蛋”于1970年3月5日被以现行反革命罪在北京工人体育场公审后被杀害。1979年被宣告无罪。[62]

### 华国锋时代（1976年－1978年）
1. 李九莲，1977年12月14日，中共江西省委认定李九莲在服刑期间重新犯有“恶毒攻击华主席”，“丧心病狂进行反革命活动”，“公然为四人帮鸣冤叫屈”等反革命罪，同意鄱阳县人民法院判处李九莲死刑，并放在其家乡赣州执行。[63]

### 邓小平时代（1978年－1989年）
1. 苏晓康、王鲁湘、夏骏。《河殇》的“河”指黄河，此片由对中华传统的“黄土文明”进行反思和批判入手，逐步引入对西方“蓝色海洋”文明的介绍，对包括“长城”和“龙”在内的许多长期被中国人引以为荣的事物进行了辨析和评判，同时表达了对西方文明的向往。该片播出后在中国社会引起了很大轰动，后被认为是六四事件的思想前导。总撰稿人苏晓康逃往美国，总撰稿人王鲁湘被判处有期徒刑9个月，而导演夏骏亦被央视开除公职和编制，调至广告部工作。[64]

### 江泽民时代（1989年－2002年）
1. 秦永敏，1997年秦永敏发表致中共中央总书记江泽民的公开信，要求中共十五大进行政治体制改革，实现民主宪政。1998年在武汉创办《中国人权观察》通讯。同年公开发起成立中国民主党湖北省筹委会，并到湖北省民政厅申请注册，后又成立中国民主党湖北省党部。随后被警方逮捕，并以颠覆国家政权罪判刑12年，2010年11月刑满释放[65]。
2. 高勤荣，前《山西青年报》、新华社记者。[66]曾揭露山西运城水利工程造假被誉为打假英雄记者。1999年8月13日，因“收受贿赂、诈骗和介绍卖淫”的罪名被囚禁8年。2006年12月刑满释放。[67]
3. 杨子立、徐伟、靳海科、张彦华和张宏海以“探索社会改造之道”为宗旨，讨论中国自由民主，政治改革及农村改革等问题，以及在互联网上发表文章的新青年学会“四君子”，2001年3月13日被捕后被以颠覆国家政权罪判刑8到10年。2009年3月刑满释放。[68]
4. 赵常青，2002年中共十六大召开前，撰写《致中共十六大公开信》，并联络了中国17个省市192名异议人士在公开信上签名后，在互联网上发表。《致中共十六大公开信》所提出的六项政治要求是：一、重新评价1989年的民主运动和抚恤受害者及难属；二、允许流亡海外者回国；三、恢复赵紫阳作为公民的应有自由；四、释放良心犯、保障人权；五、推动人大批准早已签署的国际人权公约，并制定与之相适应的国内法律；六、从县市一级公开民主选举，逐步过渡到全民选举最高公职。2002年11月28日被拘捕，2003年8月4日被以煽动颠覆国家政权罪判处5年徒刑，关押在陕西省渭南监狱。2007年11月27日出狱。[69]
5. 孙大午，2003年4月31日，徐水县公安局通知大午网站：该网站发表的《小康社会的建设及难点》《悼念李慎之》《两位民间商人关于中国的时局及历史的对话》三篇文章严重损害了国家机关的形像，整顿网站，停止营业6个月，罚款15000元。[70]
6. 王小宁，1999年5月，王小宁开始独立编写网刊《星星之火可以燎原》，宣传社会主义政治民主和反腐败。1999年8月3日被北京市公安局查抄。2002年9月1日被拘留，9月30日被正式逮捕，2003年9月12日，被以“煽动颠覆国家政权罪”判处十年徒刑，于2012年获释。[71]
7. 罗永忠，在网上发表了8篇批评"三个代表"的文章，2003年10月，他被吉林省长春市中级人民法院以"煽动颠覆国家政权"罪判处有期徒刑3年。[72]
8. 焦国标，2004年因在网络发表《讨伐中宣部》的批评文章，被北大停止授课，研究生导师资格亦被取消，2005年，他被学校以自动离职变相除名。[73]

### 胡锦涛时代（2002年－2012年）
1. 李元龙，中国贵州《毕节日报》记者，曾以笔名“夜狼”发表过“从百岁老朽入党水开去”等文章。在上述文章中，李指出，103岁的老人被中共招纳入党显示了党“外强中干，信心严重不足”。2006年7月13日，即开庭两个月后，贵州省毕节地区中级人民法院对李元龙案做出一审判决：李元龙犯煽动颠覆国家政权罪，判处有期徒刑2年，剥夺政治权利2年。[74]
2. 张建红，笔名“力虹”，2006年6月加入独立中文笔会。2006年9月6日晚，力虹在宁波家中被捕，次日被刑事拘留，10月12日被正式逮捕。2007年1月12日，宁波中级人民法院秘密开庭审理力虹案，3月19日宣判，其判决书认定张建红於2006年5月至9月间，使用IBM笔记本电脑，以‘力虹’为笔名撰写了110余篇文章，通过电子邮件发送到‘民主中国’、‘民主论坛’、‘观察’、‘大纪元’、‘独立中文笔会’、‘自由圣火’、‘博讯’等境外中文互联网站上发表，并接受稿费。在《自由大悲咒》、《评欧美对华立场与政策的转变》、《中国民主化，不靠美国靠谁？》等60余篇文章中刊登‘整个人类不共戴天的死敌’、‘中共极权暴政、非法政权’、‘后极权主义政权’、‘反自由、反天赋人权的顽固本质’、‘一个全面残害人权的法西斯式的独裁政府、一个嗜血成瘾、永不悔改的刽子手、一个业已犯下、正在犯下比纳粹帝国更加严重、更加骇人听闻的反人类、反文明罪行的政权’，提出‘必须尽早、尽快结束目前的罪恶统治’、‘告别专制恐怖，扭转颠倒乾坤’、公然煽动颠覆国家政权、推翻社会主义制度”等對中国国家政权的批評。後张建红因此犯煽动颠覆国家政权罪，判处有期徒刑六年，剥夺政治权利一年。同年5月15日，浙江省高级人民法院驳回其上诉，维持原判。
3. 李海明，据中国青年报报导，山东枣庄矿业集团员工李海明，因为在当地论坛上发表几篇文章惹祸。不仅2006年10月16日被公安机关行政拘留7天，原本是正科级干部的他，被撤销了行政职务和级别，调配到一个下属单位当门卫，工资也由每月2000多元，降到了275元。紧接着又被调往贵州绿塘煤矿，枣庄的工资停发。[75]
4. 逯军，曾任中华人民共和国河南省郑州市城市规划局副局长、党委委员。因质问记者“替党说话还是替老百姓说话”而被免职后，复出担任河南煤炭建设工程质量监督中心站法定代表人。[76]
5. 胡佳，因在中共防火墙之外网站发表《十七大之前中国政法系统大范围制造恐怖气氛》、《一国不需要两制》等文章，于2007年12月27日被刑拘，2008年4月3日以“煽动颠覆国家政权罪”，被判处有期徒刑3年零6个月。2011年6月出狱。[77]
6. 刘晓波，2008年因起草《零八宪章》[78]，再次被捕，2009年12月25日被以“煽动颠覆国家政权罪”一审判处有期徒刑11年，二审维持原判。
7. 黄成城，用腾讯QQ约同学到解放碑下喝茉莉花茶，便被重庆市璧山公安拘留，以煽动颠覆国家政权罪侦查30多天，批捕未果，2011年4月18日，被劳教两年。[79]
8. 方洪，重庆市涪陵区林业局职工，以一坨屎讽刺中共中央政治局委员、重庆市委书记薄熙来和前重慶市副市長、重慶市公安局局長王立军，2011年4月28日被劳教1年。获释后，5月8日，方洪向重庆市第三中级人民法院提起诉讼，状告重庆劳教委。法院判方洪胜诉。[80][81]
9. 任建宇，重庆市彭水县大学生村官因为在腾讯微博和QQ空间复制、转发、评点一百多条所谓的“负面信息”，重庆市公安局以涉嫌“煽动颠覆国家政权罪”在2011年9月23日逮捕了任建宇，随后决定对其“劳动教养两年”。[82][83][84]
10. 戴月权，2010年曾以访民的身份，向南方都市报记者讲述安元鼎截访“黑监狱”的内幕。2012年5月11日，再次被劳教，直到7个月后被中共重庆市委劳教委撤销劳教决定。[85]
11. 吕加平，2009年12月1日写了《关于江泽民的‘二奸二假’和政治诈骗问题与要求调查的呼吁》文章，涉及中共前领导人。2010年8月13日，他又写了《关于江泽民的假中共地下党员问题的最新证据》一文。 2011年5月13日被北京市中级人民法院以煽动颠覆国家政权罪判处有期徒刑10年，剥夺政治权利两年。[86]2015年2月保外就医。
12. 梁海怡，2011年2月20日下午5时，对着哈尔滨市政府喊话：“你们要觉醒，要还人民以自由，我们要平等。”演讲10分钟后，梁海怡被强行带走。2014年7月18日，广东从化法院开庭宣判梁海怡煽动颠覆国家政权罪有期徒刑三年缓刑两年。[87]
13. 赵克罗，在2012年周口市平坟复耕事件中因批评政府被迫“忏悔”。[88][89]
14. 吴平，南京市书商。2012年5月1日，因为出售《红太阳》、《看守所杂记》、《文革秘闻》等港版关于“文化大革命”历史的禁书，被公安局抓走，检察院建议判处有期徒刑5年5个月至6年，并处罚金。”[52]
15. 姜成芬，因接受法国法兰西24电视台采访，2012年5月13日，被行政拘留15日。2012年5月25日，被劳动教养两年。[90]
16. 冯欢，大陆网络论坛天涯焦作版主“焦作退伍兵”、大河网论坛知名版主冯欢，因关注和发帖揭露8.7特大交通事故真相，2012年被当局秘密拘留7天。[91]
17. 陈平福，甘肃皋兰县退休教师，因在网络发表和转发多篇文章，被皋兰县公安局以涉嫌煽动颠覆国家政权罪监视居住。2012年9月4日，甘肃省兰州市中级人民法院审查该案件，2012年12月14日，兰州市中级人民法院准许检察机关撤回对陈平福的起诉，该案终结[92][93]。
18. 曹海波，网上宣扬民主，2012年11月1日被昆明中级法院判监8年。[94]
19. 王培剑，杭州中国计量学院法学院教师，在上课时对学生讲了“共产党应该放弃权力”等所谓政治敏感话题，2012年12月7日被学校勒令停课，当晚校方及王培剑的弟弟王壮剑欲将其强行送杭州精神病院，引起王培剑反抗，他把自己锁在房间里，然后打电话给杭州好友媒体人昝爱宗求助。[95]

### 习近平时代（2012年－）
1. 格桑亚培，玛曲知名歌手，2013年7月于西藏首府拉萨遭中共四川省政府拘捕，被关押在成都市一看守所长达16个月。2014年11月27日，他被指控演唱的《藏人们》歌词内容涉嫌政治问题而遭判4年徒刑。《藏人们》的歌词大意为：“藏人们，请学习藏文、说藏语；我们有责任学习西藏语言文字。藏人们，我们要团结，三区藏人要团结一致；藏人们，想起这苦乐并存的岁月，我们要鼓起勇气；藏人们，我们要为藏人的未来前景，寻找理想；藏人们，要有骨气，我们并肩前进；藏人们，我们要努力，因为我们是新时代藏人的接班人。”[96]
2. 吴虹飞，2013年7月21日在新浪微博上发表“我想炸的地方有北京人才交流中心的居委会，还有妈逼的建委”等言论，被北京警方被行政拘留10日。[97]
3. 董如彬（1962年12月27日-），网名“边民”，云南西双版纳州景洪市人。因关注云南“躲猫猫”事件、昆明小学生卖淫案、“发改委官员聚众淫乱”以及2013年昆明市反对PX项目事件等一系列全国瞩目的公共事件，而成为中国互联网上较为活跃的公共意见领袖之一。昆明市公安局五华分局在2013年9月10日凌晨将董如彬带走，罪名是“涉嫌虚报注册资本”。2014年7月23日被昆明市五华区法院一审判处6年半徒刑。[98]
4. 杨辉，甘肃天水市张家川县镇中学生，2013年9月17日曾因在网上发布有关当地一个非正常死亡事件的帖子之后被刑拘，后来在舆论的压力下获释。获释后的杨辉转到天水市育生中学借读。2013年11月18日，杨辉又被育生中学退学。[99]
5. 吕耿松，浙江异议人士，在海外网站上发表民运文章，宣传遭禁的中国民主党。2014年8月13日因煽动颠覆国家政权罪被正式逮捕，2016年6月17日被杭州中院以煽动颠覆国家政权罪判刑11年。[100]
6. 郑楚然等5位女性主义团体成员，2014年底，鄭楚然發起了防治公車性騷擾的行動，向政府部門和人民代表大遞交建議信，並得到積極回應。在當年度的三八國際婦女節前夕，原已準備進行「婦女節反公車性騷擾」公益活動，卻在3月6日深夜，被廣州和北京警察在沒有任何法律手續下被带走問話十幾小時，她的住所遭到搜查，7日晚被帶到北京，以刑事法拘留在海淀區看守所。遭到逮捕的五名活動家在被拘留37天之後釋放，險些以尋釁滋事罪面臨長達三年的監禁。
7. 王垚烽，《嘉兴日报》评论员，因发表同情雨伞运动、讥讽网络评论员等的言论，2014年11月23日被停职[101]。
8. 毕福剑，2015年4月6日，一段饭桌上的视频中，毕福剑唱着《智取威虎山》中《我们是工农子弟兵》的著名选段，唱一句点评一句，其中说道：“可别提那个老屄养的，可把我们害苦了”“地主招你惹你了”[102]。后毕福剑被迫从央视离职。
9. 高瑜，2015年4月17日, 被认为因涉及泄露“七不讲”的文件而被以“为境外非法提供国家机密罪”, 判处有期徒刑7年, 剥夺政治权利1年。后二审被改判有期徒刑5年，剥夺政治权利1年。2019年4月出狱。[103]
10. 徐琳，湖南株洲人，廣東著名網絡作曲家。2015年5月2日，警察李樂斌在慶安站開槍擊斃當地上訪民眾徐純合，事發後引起各界關注。同月14日，中共官媒央視記者以「民警開槍屬正當履行職務」為題報導該案的官方結果，同時公開事發視頻。徐琳編寫一首歌《還原真相》，視頻畫面使用黑龍江「慶安事件」當事人徐純合在火車站被警方毆打的監控視頻。2017年9月26日，徐琳和搭檔劉四仿分別在湖南和江西被捕，隨後均被拘留在廣州南沙区看守所。同年11月，徐琳被南沙區檢察院以涉嫌「尋釁滋事罪」正式逮捕。2018年7月27日，該案件在南沙區法院開庭。直至同年12月7日，廣州南沙區法院對此案件進行宣判，指徐在網上發佈虛假消息，並利用網絡多次辱罵國家領導人，被判處有期徒刑3年。
11. 赵世龙，原長江商報總編輯，因湖北省委宣傳部、省記協和新聞出版局組成的工作組進駐整肅而被停職。[104]据报道，停职原因是其撰写的有关“郑和下西洋”的文章与党的观点冲突，造成严重负面影响[105]。
12. 梁新生，湛江市岭南师范学院基础教育学院英语系副主任，2012年至2014年间，其在昵称为“dearmr43”的新浪微博上发表多篇博文，激怒中共。2015年7月，受到行政撤职处分。[106]
13. 赵文，《兰州日报》编辑，2015年5月28日因在网络上发表讽刺殉职警察的言论被停职检查[107]。
14. 张海涛，2015年6月26日，被乌鲁木齐市国保以“煽动民族仇恨罪”抄家刑拘。2016年1月15日，被以煽动颠覆国家政权罪判处有期徒刑15年、“为境外提供情报罪”判处有期徒刑5年，两罪合并执行，入狱19年，并没收个人财产12万人民币。[108]
15. 任志强，原北京市华远地产股份有限公司董事长、华远集团总裁。因在其微博发表“八荣八耻不符合现代的价值”，“习近平班子‘让车轮倒转’，军队‘枪口对内’”、“习近平‘连续出臭棋’”、“共产党极权、不合法”、“当今体制是垄断的皇权、中央极权”、“‘我们是共产主义接班人’这个口号骗了十几年”、“人民政府啥时候改党政府了？花的是党费吗？”（参见任志强批评党媒姓党事件）等反对党、政府的言论，导致国家互联网信息办公室关闭其新浪和腾讯微博账号[109]。2016年5月2日被處留黨察看一年處分[110][111]。
16. 倪天英，上海维权人士，2016年4月19日，因在网上发表反政府言论，而遭当局打压。[112]
17. 苗乐，陕西子洲县交警大队的官方微博管理员 ，2015年6月30日公开抨击中共“土改”运动是“谋财害命、杀人越货”，2016年12月7日，被以“玩忽职守罪”判刑一年，缓刑一年半执行。[113]
18. 桂民海、呂波、張志平、李波、林榮基，香港銅鑼灣書店的股東及員工，該店發售不少在中國大陸無法出版及發售的政治書籍。2015年10月至12月期間，分別在香港、泰國、中國大陸失蹤，後被證實全被中共當局官方人員在中國大陸拘留，詳見銅鑼灣書店股東及員工失蹤事件。
19. 浦志强，2011年12月公开抨击时任中共中央政治局常委、中央政法委书记周永康及维稳模式。2015年12月22日，北京市第二中级法院以涉嫌煽动民族仇恨、寻衅滋事罪判其有期徒刑三年，缓刑三年。[114]
20. 王伟，安徽大学生，2016年7月17日下午因发布了一张习近平的PS照片而被警方行政拘留10天。[115]
21. 刘艳丽，湖北荆门银行职员。因网上公布与国保的对话记录，因言获罪2016年9月27日遭刑事拘留，罪名是“诽谤罪”。2016年11月2日被逮捕。2017年5月27日取保获释。[116]
22. 张强，农民工，2016年9月4日晚在北京昌平區回龍觀半壁店一出租房內使用「本·拉登」頭像在某微信群聊天時，一個網友說了句「看，大人物來了」，随后他就順着這句話，發了一句「跟我加入ISIS」。虽然这一句话属于玩笑，但北京市昌平区公安分局认为其宣扬恐怖主义、极端主义，在2016年10月13日依法传唤张强并对其刑拘。2017年6月13日，北京市第一中级人民法院依据《中华人民共和国刑法》第120条之规定，以宣扬恐怖主义、极端主义罪判处张强有期徒刑9个月，并处罚金1000元[117][118]。
23. 邓相超，山东建筑大学艺术学院副院长、教授。2016年12月26日毛泽东诞辰当天，转发了数条讽刺毛泽东的微博，其中一条是：“如果他45年死，中国少战死60万。如果58年死，少饿死3000万，如果66年死，少斗死2000万。直到76年才死，我们才终于有饭吃。他做的唯一正确的一件事就是，死了。”2017年1月4日，数十个毛粉进入山东建筑大学校园内抗议。现场警察没有对打人的毛粉采取任何行动。山东省政府2017年1月5日宣布解聘邓相超省政府参事职务，山东省政协6日免去他政协常委，并接受他辞去政协委员。山东建筑大学1月5日已经给予邓相超行政记过处分，1月5日起对他停职检查，办理退休手续，停止一切教学活动，不得以山东建筑大学教师身分从事各类社会活动。[119]
24. 左春和，2016年12月27日针对前一天湖南韶山毛泽东生忌活动发表评论，指这是“世界最大的邪教活动”“万人拜魔”。2017年年初被免去石家庄市文化广电新闻出版局副局长职务。河北省人大2017年3月30日发布公告称，左春和已请辞省人大代表职务。[120]
25. 马四光，沈阳人，2017年1月21日，发表言论“绿皮大哥，你在寻找敬业福吗？咋不去你妈裤裆里找呢？圈里的警察朋友们，过年了，真诚的问候你们一句：不得好死！注意我的嘴形：CNM”，被行政拘留7天 。[121]
26. 陈某（网名 lukehcen0），广州网民，2017年1月27日晚，黑龙江哈尔滨民警曲玉权在处警时遇袭死后，网民“lukehcen0”当晚在新浪微博公开发布“大快人心（鼓掌），凡打杀公安者皆为英雄，点赞”言论被抓。[121]
27. 江某（网名“长春社会姐”），2017年1月28日，对黑龙江哈尔滨处警死亡民警曲玉权事件，在新浪微博发表言论“啊哈，太好了，他女儿没人保护了，大过年的，遭报应没？”。1月30日晚，广西南宁市公安局青秀分局将江某抓走。[121]
28. 张某某（铁岭网民），在交警微信管理平台中，对2017年1月29日铁岭交警罗振波死亡事件发表言论“又一个狗死了太好了死一个少一个”。当警方微平台管理员要求他“为你的话负责任，必须向我们警察道歉”时，他回答“道个屁歉”“你可以去告我”。当地公安机关无视侮辱罪需要自诉的法律，悍然将张某某行政拘留10天。[121]
29. 滑磊，北京房山人，因为在新浪微博发表“为什么警察被杀，破案神速，凶手很快逮捕归案，而警察打死雷洋、徐纯合等人，过程却如此漫长，凶手却逍遥法外！谁被杀不是被杀？谁的生命不都是一样可贵？警察被杀，雷厉风行，绝不手软；警察杀民，遮遮掩掩，拖拖拉拉，这样的法制如何让人信服？”“为什么很多人愿意当警察？穿狗皮在人民面前很牛逼，穿狗皮杀人可以不偿命！”“人民供养的王八蛋，警察不是人，中国没有法。”“人民警察人民恨！”“耳听为虚，眼见为实！可惜大多数老百姓见到的警察都是让人讨厌的，憎恨的。”“原来中国是蒋介石执政，后来大陆被毛攻占并独立。蒋退守台湾。所以没有台独，只有陆独！”“支持蔡英文！支持台湾普选！支持军队国家化！反对一党专政！反对党指挥枪！”“说蒋介石专制吧，可那个时候产生了那么多思想家，说毛泽东民主吧，可六十多年了没出现一个思想家。说中国人民倒下了吧，可蒋介石最终把小日本赶跑了，说中国人民站起来了吧，可看见那么多下跪的中国人。我不愿意比较，这一比，我自己都没自信了。”等言论被非法抓走。[121]
30. 赵泉山，河南漯河迎福钢板厂经理，2017年2月在微信发表“打死警察不亏！！警察就是他妈的共产党的爪牙！！！！！！”的言论被捕。
31. 权平，中国吉林留学生，因为身穿印有“XITLER”“习包子”和“大撒币”字样的T恤衫而被控“煽动颠覆国家政权罪”一案，2017年2月15日上午9点30分在延边州中级法院开庭。[122]
32. 王江峰，山东网民，在微信转发讽刺中共领导人“毛贼”和“习包子”的言论，2017年4月7日被招远市法院以“寻衅滋事罪”判刑两年。[123]
33. 张海顺，内蒙古自治区质监局局长，在2017年2月6日召开内蒙古质监局处级以上干部会议，张海顺说，总书记号召“擼起袖子加油干”，我局要认真落实！要“撩起裙子使劲干”！，引发哄堂大笑。会议结束时他又再重覆了一次。“擼起袖子加油干”是习近平发表2017新年贺词时提出的口号。2017年7月15日，张海顺被免职。[124]
34. 敬迎军（1978年8月18日-），男，土家族，湖南张家界市永定区人。2017年6月30日19时，以网名“敬赢”在微信群“双溪桥96届同学群”发言称：“释放刘xiao波，习包子还能安心访港”，被行政拘留7日。[125]
35. 郭晶（1982年9月7日-），男，湖北崇阳县人。2017年7月20日在微信群（沙坪聊吧总群）中发言称：“这都被你知道了，多拉点人准备叉着去炸天安门”，实际是有群友问其群中为什么要拉这么多群成员时所开的玩笑，而被崇阳县公安局行政拘留5天。
36. 史杰鹏，2017年7月，北京师范大学人事处公布了《关于给予史杰鹏解聘处理的决定》。该公告称史杰鹏在微博、微信发表的言论“与主流价值观不一致”，“逾越意识形态管理红线，违反政治纪律”，决定予以解聘。史杰鹏亦曾在网络嘲讽中共的意识形态洗脑教育等做法，反对香港推行国民教育及称「港人非中国人」，此举更为港人所熟识。[126]这一消息一经披露立即在中国大陆的社交媒体中引发了争议。中国人民大学政治学教授张鸣对媒体表示，因在新浪微博发表支持史杰鹏的言论，其微博帐户被禁言180天。[127]
37. 梁小军，中国大陆维权律师，2017年8月11日下午，在推特上发一则消息说：“因在推特上转发吴淦父亲发的开庭通知，今天中午，我被警察以涉嫌‘寻衅滋事’传唤3小时，并被警告十九大前后不得就709案件发声，让我‘管住自己的腿，管住自己的嘴’。”梁小军律师还表示，做笔录的警察都不知道什么是推特。他介绍就是翻墙后使用，跟微博差不多的社交软件。他估计有专门的人经常在推特上了浏览（网络监控），因为他是北京（网监部门）的，所以就让当地的警察对他进行传唤。
38. 马路荣，男，34岁，云南曲靖市罗平县人。2017年8月14日21时51分，以网名“独孤笑”在微信群“茶余饭后民间智库群”发言称：“习包子，量中华之物力接与国之欢心”，被行政拘留5日。[128]
39. 杨某（网名：轮胎，机油防冻液批发价格零售），男，安徽阜阳界首市人。2017年9月4日21时，在微信群发言称：“他们傻逼吗，下雨还查？一群傻逼穷这个样”，被行政拘留5日。[129]
40. 王某、张某，河北省邯郸市群众。2017年8月18日，因为在百度贴吧涉县吧发帖，称涉县新医院餐厅食物难吃，随即被当地派出所拘留二日。8月22日，邯郸市公安局派出工作组调查后认为，这一处罚决定“适用法律不当”，责成涉县公安局撤销对当事人的处罚决定，对派出所所长停止执行职务，对办案民警调离执法岗位，责令派出所向当事人赔礼道歉。[130]
41. 陈守理（1976年4月22日-），2017年9月15日22时45分，河南省濮阳市华龙区孟轲乡东干城村2组网民陈守理以网名“一念间”在微信群“滴水穿石”中聊天时调侃到“哈哈，（郭文贵）不会是爆王芳跟孟（建柱的料）吧，这样的话周小平的帽子就绿透了”，不料9月19日濮阳市公安局孟轲分局对陈某进行了调查，并认为这一言论是“侮辱国家领导人和他人言论”，因而对其处以行政拘留5日的处罚。[131]
42. 田应俊（1971年5月3日-），湖北武汉市洪山区人，现居住在广东省潮州市湘桥区。2017年9月16日凌晨，在一个名为“雅俗共赏”的微信群中，田应俊以“梦见猪”特指国家领导人孟建柱，发布“那一年，王芳利用和梦见猪的关系，不许宋祖英和谭晶上春晚”、“雷洋知道梦见猪和王芳的关系，知道杨澜为了吃醋，和王芳PK的关系，所以雷洋必须的死”、“被国安局的人搞死的”、“雷洋和王芳是好友”、“梦见猪喜欢走后门”、“王芳多次被住院”、“周小平和王芳结婚是梦见猪安排，和二东见面也是梦见猪的安排”等言论。2017年9月19日，被广东省潮州市公安局湘桥分局处以警告，行政拘留七日。[132]
43. 蒋某，浙江丽水缙云县壶镇镇人。2017年9月22日19时，因不满壶镇交警中队民警对其违法停在壶镇镇安居西路的车辆进行违停告知，将违法停车告知单拍照后上传至微信朋友圈，并配上辱骂民警的言论“拍车🐶！ 狗”。9月23日，缙云县公安局对其作出行政拘留3天的处罚[133]。
44. 罗某某。2017年5月20日，在宁夏银川市滨河新区音乐文化广场“锡林浩特”蒙古包内踩踏侮辱成吉思汗挂像，并拍摄视频于当晚发布到“快手”网络平台。2017年12月12日，鄂尔多斯市伊金霍洛旗人民法院判处罗某某有期徒刑1年。[134]。
45. 丁文婷（1985年10月-），湖北武汉武昌区紫金村人，工作单位为湖北省中医学院05级。2018年2月14日0时，因微博发“武汉市长滚”被行拘十日。[135]。
46. 禚宝伟，山东临沭县郑山街道办事处工作人员。原为山东日照德与法律师事务所律师。2018年2月15日至16日，以新浪微博用户名“禚律师-a6j”转发了对黄旭华的中共洗脑宣传，并加上自己的评注。称：“30年不联系爹娘的老畜生黄旭华又厚颜无耻的出来了！”“这个不孝的畜生！30年不联系父母竟成了闪光点。”“黄旭华从科技成就来说有贡献，从为人子来说就是个畜生，其三十年对父母不闻不问，音讯全无的接口不成立。”17日，禚宝伟被山东临沂市临沭县公安局行政拘留10日，并被罚款500元。[136]。
47. 张杰，浙江杭州滨江浦沿街道彩虹社区人。2018年3月29日22时97分，以网名“Vagrant”在微信群“国家通信局筹备委员会”（成员8人）发言称：“这个社会反正被习皇玩坏了”，网警大队要求属地派出所对张杰落地调查，查清其发布消息的目的、动机、有无政治背景，并依法处置，请将询问笔录、处罚决定书、悔过书、保证书或情况说明等处置结果于次日12时前反馈。如有使用翻墙工具请要求删除卸载，并上报翻墙工具具体类型。[137]。
48. 曾某，江苏淮安人。2018年5月14日，在群成员131人的微信群中发表“不死是狗熊，死了就是英雄”“自己操作失误掉下来死了能怪谁，真不知道部队平时是怎么训练的”“别说拘留、坐牢我多（都）不怕”等言论，淮安市中级法院判决曾某通过公开媒体赔礼道歉、消除影响。[138]。
49. 董瑶琼（1989年-），湖南株洲攸县人。2018年7月4日，清晨6时左右，在上海海航大厦前表示：“...反对习近平独裁专制暴政，反对中国共产党对我实施的脑控压迫...反对（此时向习近平画像泼墨）...我对他恨之入骨...看到没有，这是我的行为，反对习近平专制、暴政，反对共产党对我实施的脑控压迫。我要求国际组织介入进来，我会配合调查取证。因为很多脑控迫害取证是需要才能介入的。...对，我今天就泼墨他了，我看他能把我怎么地，习近平，我在这里等着你来抓我。我就一个人，反对中国共产党，反对共产党独裁、暴政、专制。我今天就站在这里，我让你来抓我。后面就是海航大厦，习近平你的资产，好吗。我就在你的资产面前，泼你的墨。看到没有，看到你丑陋的脸没有？”。[139]。
50. 张晓山（1947年10月27日－），湖北蕲春人，汉族，中共自然资源部下属航空物探遥感中心前主任，2015年10月退休。2018年7月11日，中共中纪委驻自然资源部监察组就张晓山的政治问题印发正式通报。通报指从2015年以来，张晓山在微信同学群发布和转发“妄议”中央、丑化党和国家形象、诋毁党和国家领导人，以及否定党史和军史的言论和文章，已对张晓山进行立案调查。[140]
51. 倪華平，海南三亞天涯區水蛟村一名網民，2018年7月19日，倪因在微信群組發言「習豬頭最近怎麼樣了，好幾年沒看新聞聯播了」，同年8月20日被當地公安傳喚接受調查，並處以行政拘留10日，罰款500元人民幣。[141]
52. 陈一发，中国歌手，2018年7月31日，陈一发2016年间一段直播秀片段突然间在全网散播，在此视频片段中，陈一发念出直播评论中的“南京大屠杀呀、日本刀好快呀、东三省不保啦、快请冯将军（指冯提莫）抗日”等调侃话语，目的是为了形容冯提莫日语歌唱得好。[142]。“江苏网警”微博接到举报后对此事进行了转发。在“江苏网警”发表相关微博10分钟后，陈一发在新浪微博就早年的一些有关南京大屠杀、东三省沦陷的言论发表道歉[143][144][145]。而后紫光阁杂志、新华网等官方微博对此事并没有束手就擒，而是继续煽风点火、推波助澜的宣传。后来各大平台突然开展爱国主义教育行动，并且全网封杀陈一发。[146]。在斗鱼宣布封禁陈一发儿的直播间后，中国大陆各大音乐网站也将陈一发儿的歌曲全数下架，同时中国大陆的视频网站将涉及到陈一发儿的片段全部进行删减（或下线）处理。
53. 李志，中国歌手，2019年4月12日，李志因创作歌曲《人民不需要自由》，回忆1989年天安门事件，被以行为不端的无端理由遭中国大陆緊急封杀。李志的个人新浪微博账号、微信公众号、网易云音乐音乐人主页被关闭，其在中国大陆所有在线音乐平台发布的音乐作品被下架。[147] 全國巡演“叁叁肆计划”的官方微博内容被清空，而李志的名字也成為了中國網絡的敏感詞彙。
54. 仇子明，南京新闻记者。2021年2月17日，因为发表了对于中国官方公布的中国军人死伤人数以及歼敌人数的质疑，指出新闻报道缺乏严谨性。他说：“牺牲的4位是为营救而立功，连去救人的都牺牲了，那肯定有没救出来的啊，说明阵亡的不仅仅只有四人。”随后，新浪微博先对“@辣笔小球”账号禁言一年，当日不久后封禁仇子明持有的所有微博账号[148][149][150]。2月19日，《解放军报》则歪曲事实称：仇子明侮辱烈士，天理不容！对于恶意诋毁仇子明的行为，人民日报等媒体不但没有监管，反而继续煽风点火，发起投票：支持“抓捕”仇子明的行为吗？A.支持。B.非常支持。C.特别支持……此类儿戏类型的投票题[151]。2021年5月31日，江苏省南京市建邺区人民法院一审获有期徒刑8个月并被责令自判决生效之日起十日内通过中国大陆国内主要门户网站及中国大陆全国性媒体公开赔礼道歉[152]。
55. 李剑，湖南城市学院教师，2021年4月28日，这位老师在班上讲授《建筑文化概论》。整个过程，没有涉及政治，也无任何不当政治言论。在课堂中，主要因“日本人精益求精”一语，引发一位学生不满，并在课后向校方举报。随后校领导批判其为：“以偏概全，因为不是所有日本人都精益求精”[153]。
56. 蘋果日報，香港報章。北京利用《香港國安法》針對異見聲音，遏制香港的新聞自由和言論自由。指控蘋果日報涉嫌勾結外國勢力危害國家安全。2021年6月17日 警方國安處拘捕5名《苹果日报》董事，包括壹傳媒集團行政總裁張劍虹、營運總裁周達權、《蘋果日報》總編輯羅偉光、副社長陳沛敏及執行總編輯張志偉。他們涉嫌違反《香港國安法》第29條 「串謀勾結外國或境外勢力危害國家安全罪」。2021年6月21日，保安局凍結《蘋果日報》資金，迫使《蘋果日報》終止運作。
57. 李平，55歲男子，傳是《蘋果日報》中國組主筆，《蘋果日報》發表署名社論。2021年6月23日警方國家安全處在將軍澳，拘捕一名為《蘋果日報》發表署名社論，筆名「李平」的55歲男子，他涉嫌串謀勾結外國或境外勢力危害國家安全罪，正被扣留調查。李平不時為《蘋果》社論「蘋論」署名撰寫文章，亦在facebook和twitter上分享，昨晚10時，「蘋論」發佈李平的社論，名為《不要天快亮還尿床一泡 》。警方表示，相關行動仍在進行，不排除更多人被捕[154]。
58. 高薇嘉，青岛大学教师，2021年12月11日，高薇嘉老师在微博发言，称「靖國神社隨便去」，引起中國網友反日情緒。12月16日，“青岛大学”官方账号发布通告，“关于我校教辅实验人员高薇嘉在社交平台发表不当言论一事，学校研究决定，将高薇嘉调离教学岗位、停止一切教学活动、取消其教学资格，并给予行政记过处分。随后，她的微博也被恶意封锁[155]。
59. 宋庚一，上海震旦职业学院教师，2021年12月13日，宋庚一老师在宣讲关于南京大屠杀历史的相关内容，她质疑南京大屠杀真实遇难人数可能存在夸大、未实际查明等问题，属于学术不严谨的现象。并且提出对于中国在第二次世界大战的反思。随后学校启动“调查”程序，以扣之罪名。随后央视新闻等官媒开始带起了风向。12月17日，宋庚一被上海震旦职业学院开除[156]。
60. 黎雯齡、楊逸意、伍巧怡、陳源森、方梓皓，香港言語治療師總工會成員。2020年至2021年間，先後出版了《羊村守衛者》、《羊村十二勇士》及《羊村清道夫》3本以羊村為主題的「兒童繪本」，以反對逃犯條例修訂人士角度，分別描述2019年反對逃犯條例修訂草案運動、12港人案及2020年2月香港醫護罷工行動3件事件，被控「串謀刊印、發布、分發、展示或複製煽動刊物」。2022年9月10日，5人各被判囚19個月[157]。
61. 何韻詩、方敏生等立場新聞相关人士，2021年12月29日，香港警務處國家安全處以涉嫌違反《刑事罪行條例》「串謀發布煽動刊物罪」為由，針對民主派網路媒體《立場新聞》及其他人展開拘捕行動。警方出動約200名警員搜查《立場新聞》位於觀塘區的辦公室，拘捕6名《立場新聞》現任或前任高層人員，包括前總編輯鍾沛權、前董事何韻詩、周達智、吳靄儀、方敏生，以及署理總編輯林紹桐。同時還再度拘捕前《蘋果日報》副社長陳沛敏，並凍結《立場新聞》母公司6,100萬港元資產。在法庭上，英國、美國、德國、荷蘭的香港領事機構人員，及陳朗昇等數十名前《立場新聞》前員工前往法院旁聽。《立場新聞》前員工還在西九龍法院大樓一帶追趕每輛駛出的囚車[158]。12月31日，出院後的林紹桐被警方帶到西九龍法院提堂應訊，羅德泉詢問林紹桐身體狀况，並由法庭書記向林紹桐讀出控罪內容[159]，其後繼續還押[160]。
62. 李昊石（艺名HOUSE），原属笑果文化的脱口秀艺人，2023年5月表演期间引用习近平向解放军提出的“作风优良，能打胜仗”口号形容自己领养的两条野狗，被北京市公安局立案调查，其工作也被完全封杀[161]。
63. 顧萬明，新華社廣東分社前社長，2023年10月30日以中共黨員身分在網上發公開信要求調查李克強猝死真相，隨即被刑事拘留，於2024年11月被上海市閔行區法院以尋釁滋事罪判處1年徒刑，並被新華社剝奪退休金[162]。

## 影響
史學界裡有文字狱政策使得中國近代思想文化的发展造成严重的阻碍作用一說。李祖陶说：“今之文人，一涉笔惟恐触碍于天下国家，……人情望风觇景，畏避太甚。见鳝而以为蛇，遇鼠而以为虎，消刚正之气，长柔媚之风，此于世道人心，实有关系。”宋翔凤亦言：“行事之间，动遭蹇难；议论所及，娄丛谗讥。故人旧友，或相告绝。幸为太平之人，不撄罗网之累。然身心若桎梏，名字若黥劓”。
清朝康熙年間，有些以「反滿」為內容的書籍多次在作者不用受到追究的情況下合法出版，例如王夫之的《讀通鑑論》和顧炎武的詩文集。在康熙年間的思想界、學術界，都相當活躍。康熙規定：“凡舊刻文卷，有國諱勿禁；其清、明、夷、虜等字，則在史館奉上諭，無避忌者”，表現出比歷代封建統治者都較為開明和寬容的態度。
歷史學家喻大華认为文字狱是会对世风日下有所影响，但只是其中的一个原因，並且認為「文字狱的影响既没有使清王朝的统治强化到什么程度，也没有扼杀学术和思想。无论如何，其作用只是暂时的、局部的。」。喻大華亦認為實際上不應該將清朝查禁「反清」言论与「文字狱」混为一谈：「……因为号召推翻现政权，就不是文字问题，而是政治问题。例如有的著作把曾静、张熙案定为“雍正朝最重要的文字狱”便属不妥。」「虽无推翻清政权的确实言行，但是，故意地、公开地在文字作品中触讳，并且触的是统治者讳莫如深的大讳而被系狱者，不应认定为文字狱。」「个别大狱的认定不可“一刀切”，要具体分析。如清初庄氏明史狱就是一例。该书不奉清朝正朔，把“龙兴”说成“滋患”，把努尔哈赤及清兵称为“贼”，这是任何专制政府都要严厉制裁的，所以，庄氏被狱就不是文字狱。但此案株连甚广，校刻、发售、收藏者也被置之于法，对这些无辜者来说，又是文字狱了。」
亦有學說認為，清朝的禁书和文字狱事實上對中國的文學發展影响不大，並稱漢朝和清朝兩代是中國中国传统语言学史上的两大高峰 。
曾經自稱有「排滿思想」的梁啟超卻對清朝二百多年文化發展有高度評價：「此二百余年间总可命为中国之‘文艺复兴时代’，特其兴也，渐而非顿耳。然固俨然若一有机体之发达，至今日而葱葱郁郁，有方春之气焉。吾于我思想界之前途，抱无穷希望也……」「吾辈尤有一事当感谢清儒者，曰辑佚。书籍经久必渐散亡，取各史艺文、经籍等志校其存佚易见也。」
《劍橋中國史》評價道：「在二十四史中，《明史》被列為編纂得最仔細因而也是最可靠的史書之一。正史編纂者可以得到的許多資料如今已不復存在。另一方面也很明顯，正史對明朝歷史所作的解釋，是根據清朝政府官方的新儒學正統觀念。在這方面某種偏見是可以預料的。凡是涉及晚明時期明帝國與滿洲和蒙古的關係的題目，其論述必然是偏頗的。不過，作為一種資料，這部官修史書最嚴重的不利在於，在很大程度上代替它的明代原始資料儘管有所遺失，許多仍然存在。就此而論，值得在這裡指出，清代文字獄中禁止的大多數作品一直被保存下來，而大多數遺失的作品不在被禁之列。這可能是直到今天在許多國家看到的現象的又一種說明。一本被列入禁書名單的書，被認為有特殊價值，從而被小心地保存下來。禁令實際上是最有效的廣告形式。」
在現代互聯網上的網上欺凌中，此手段被演化成一種網絡公審的方式。人們經常扭曲對方及持不同政見者的說話，或單純的錯別字上大肆評擊和扣帽子。除了一般平民和政客，其他社會名人如明星，也是攻擊對象，如鄧麗欣的煞景風波、臺灣的楊又穎輕生事件。而文革式的語言暴力常涉者有如網軍五毛黨、一些黨媒的社論等。

## 文学作品中的文字狱
- 《水浒传》中，梁山泊的首领宋江在浔阳酒楼上醉酒题诗，写下了《西江月》一词和附诗一首，结果也被小吏告发，最终将宋江逼上梁山。（見第三十九回：浔阳楼宋江吟反诗　梁山泊戴宗传假信）
- 金庸在小說《鹿鼎记》中，也在序幕部分介绍了「明史案」的历史背景。